# Јулијански календар
Јулијански календар или стари календар је увео Јулије Цезар 46. п. н. е. године и представља реформу и замену за римски календар. Едиктом је ступио на снагу 1. јануара 45. п. н. е. године и био је предоминантан календар у римском свету, већем делу Европе и европским колонијалним насељима у Америкама, све док није замењен новим грегоријанским календаром који је прогласио папа Гргур XIII 1582. године. Претходно је замењен на Балкану, Малој Азији, Блиском истоку и северној Африци ромејским календаром 988. године за време владавине Василија Другог. На првом васељенском сабору у Никеји 325. године хришћанска црква је прихватила јулијански календар за свој званичан календар. Математички образац (алгоритам) календара представља решење хеленистичког астронома Сосигена из Александрије, који је под утицајем грчке краљице Египта Клеопатре VII усвојио Јулије Цезар, по којем календар и носи име. Јулијански календар има регуларну годину која садржи 365 дана сврстаних у 12 месеци. Преступни дан се придодаје у фебруару сваке 4. године. Јулијанска година просечно је дуга 365,25 дана.
Јулијански календар се још увек користи у деловима источне православне цркве и у деловима оријенталног православља, као и код Бербера.

## Рачунање времена
Дужина трајања године у јулијанском календару износи просечно 365,25 дана што се постиже убацивањем једног додатног дана сваке четврте године и на тај начин се приближава временском периоду за који Земља обиђе око Сунца, односно орбиталном периоду Земље који износи тачно 365,2564 дана. Јулијанска година нешто је дужа од тропске, а ова разлика акумулира се на један дан сваких 128 година.
По јулијанском календару, свака година чији је број дељив са четири је преступна и садржи 366 дана, док остале садрже 365 дана. Након увођења јулијанског календара 45. п. н. е. најпре је, грешком, свака трећа година била преступна. Преступне су биле следеће године:
45. п. н. е., 42. п. н. е., 39. п. н. е., 36. п. н. е., 33. п. н. е., 30. п. н. е., 27. п. н. е., 24. п. н. е., 21. п. н. е., 18. п. н. е., 15. п. н. е., 12. п. н. е., 9. п. н. е., 8, 12. и надаље свака четврта.
Пошто је грешка касније уочена, император Август је наредио да се избаце све преступне године између 9. п. н. е. и 8. н. е. чиме је заслужио да један месец (август) понесе његово име.
Треба имати у виду да се у ово време године нису бројале од рођења Исуса Христа, већ од оснивања Рима 753. п. н. е. те је срећна случајност што су за преступне године узете баш оне дељиве са четири бројано од Христовог рођења.
Јулије Цезар првобитно је одредио да сви непарни месеци имају по 31 дан, а парни по 30, осим фебруара који је у простој години имао 29 дана, а 30 у преступној. Месеци су се звали: Januarius, Februarius, Martius, Aprilis, Maius, Junius, Quintilis, Sextilis, September, October, November и December. Године 44. п. н. е. месец Quintilis преименован је у Julius (данашњи јул) у славу Јулија Цезара. Године 8. п. н. е. одлучено је да се један месец назове именом императора Августа, и пошто је он највише ратних победа однео у месецу Sextilis-у, овај месец назван је по њему август. Али, пошто је тај месец имао 30 дана, а Цезаров месец јул 31 дан, Августу се није свиђало да његов месец има мање дана од цезаровог, па је узео један дан из фебруара, који је ионако имао мање дана од осталих месеци, и пребацио га у август. Пошто су сада постојала три узастопна месеца од по 31 дана, Август је од септембра узео један дан и пребацио га у октобар, а из новембра у децембар. Тада су успостављене данашње дужине трајања месеци.
Јулијански календар није био савршен и његова разлика у односу на тропску годину се повећава за један дан сваких 128 година. То је касније увиђено, па је на сабору у Никеји 325. године одлучено да се из календара избаце 3 дана која представљају акумулирану разлику. Пошто је јулијански календар и даље остао непромењен, разлика се до 16. века акумулирала на 10 дана. Када су ово уочили, астрономи су одлучили да израде нови календар који ће бити усаглашен са тропском годином. То је постигнуто увођењем грегоријанског календара.

## Прелазак на грегоријански и Миланковићев календар
Док је Римокатоличка црква одмах прешла на коришћење грегоријанског календара, протестантске цркве су једно време одбијале да усвоје „папски“ календар. Постепено су, пре свега ради лакше трговине, прелазиле на грегоријански календар, али не у исто време. Тако су Мигел де Сервантес и Вилијам Шекспир умрли 23. априла 1616. године, али Сервантес по грегоријанском, а Шекспир по јулијанском календару.
Током 20. века, практично све православне земље, прешле су на употребу грегоријанског календара (у световне сврхе). Њихове православне цркве нису желеле да користе „католички“ календар, већ су тражиле усвајање новог календара који би био прецизнији од грегоријанског. Тако је на Свеправославном конгресу, 30. маја 1923. године усвојен Миланковићев календар. Међутим, како су све православне цркве аутокефалне, неке су цркве задржале употребу јулијанског календара (између осталих и СПЦ, иако је за нови календар усвојен њен предлог).
Српска православна црква, која је била предлагач новог календара који усвојен на конгресу 1923. године, и даље користи јулијански календар. После конгреса, СПЦ је Миланковићев календар начелно прихватила за употребу, али је његову примену била одложила. Одлуку о примени овог календара СПЦ није касније донела и у употреби је и даље јулијански календар.
Православне цркве које су прешле на Миланковићев календар:
- Васељенска патријаршија
- Александријска патријаршија
- Румунска православна црква
- Бугарска православна црква
- Кипарска православна црква
- Православна црква Грчке

Православне цркве које и даље користе јулијански календар:
- Антиохијска патријаршија
- Јерусалимска патријаршија
- Македонска православна црква — Охридска архиепископија
- Руска православна црква
- Српска православна црква
- Грузијска православна црква
- Јапанска православна црква

Неке православне цркве користе оба календара:
- Пољска православна црква
- Албанска православна црква
- Православна црква чешких земаља и Словачке

Јулијански календар користе и неканонске цркве: све старокалендарске цркве, Украјинска аутокефална црква итд.
У Краљевству СХС, „нови“ грегоријански календар званично је прихваћен
Законом о изједначавању старог и новог календара од 10. јануара 1919. године, објављеном у првом броју „Службених новина Краљевства Срба, Хрвата и Словенаца“. Овим законом одређено је да у целој држави на дан 15. јануара 1919. године по „старом“ престаје да важи стари календар и да се даном 28. јануара 1919. године, уводи рачунање времена по „новом“ календару. Држава је усвојила грегоријански календар у време када није постојао Сабор СПЦ, па је тако СПЦ остала на старом календару.
За време и после Првог светског рата, осим Краљевства СХС, јулијански календар у ванцрквеној примени напустиле су и Бугарска, Грчка, Румунија и Русија.

## Васкрс
Без обзира на то да ли су прешле на грегоријански или Миланковићев календар, православне цркве и даље користе некориговане таблице епакта за рачун датума Васкрса. Тако се у случају Грчке православне цркве прослава Божића поклапа са грегоријанском (католичком и протестантском) прославом, док се датум прославе Васкрса поклапа са осталим православним црквама.